# رتل-وشووکی
رتل-وشووکی (به لهستانی:  Rytele-Wszołki) یک روستا در لهستان است که در گمینا تسرانوو واقع شده‌است.